# Жак Моно
 Жак Люсиен Моно (на френски: Jacques Lucien Monod; 9 февруари 1910 – 31 май 1976) е френски биолог, носител на Нобелова награда за физиология или медицина през 1965 г.

## Научна дейност
Жак Моно и Франсоа Жакоб доказват, че живата клетка контролира производството на протеини, чрез механизъм за обратна връзка, аналогична на термостат. Двамата са известни и с работата си върху lac оперона. Проучване върху контрола на генната експресия в lac оперона е първият пример за регулация на транскрипционна система. Моно прогнозира съществуването на иРНК молекули, които свързват информацията кодирана в ДНК и протеини. Той е считан за един от основателите на молекулярната биология.

## Признание
Жак Моно, заедно с Франсоа Жакоб и Андре Лвоф са лауреати на Нобеловата награда за физиология или медицина през 1965 г. „за техните открития относно генетичния контрол на ензими и синтеза на вируси.“ Моно е награждаван и с други почести и отличия, сред които Кавалер на почетния легион в Париж.

## За него
- Juliette Bourdier, Jacques Monod, religion sans dieux. Paris, Gallimard, 1992
- Patrice Debré, Jacques Monod, Flammarion, collection Grandes Biographies, 1996 ISBN 2-08-067173-1